# Baagebach
Baagebach là một dòng sông nhỏ ở Nordrhein-Westfalen, Đức. Nó chảy đến sông Lippe ở gần Lippstadt.